# Loris Francini
Loris Francini, né en 1962, est un homme politique de Saint-Marin, membre du Parti démocrate-chrétien. Il est capitaine-régent de Saint-Marin à deux reprises, du 1er avril 1998 au 1er octobre 1998 avec Alberto Cecchetti et du 1er avril 2006 au 1er octobre 2006 avec Gianfranco Terenzi.